# Eugène du Bouzet
Pour les articles homonymes, voir Bouzet.
Joseph Fidèle Eugène, marquis du Bouzet, né à Paris le 28 frimaire an XIV (19 décembre 1805) et mort à Brest le 22 septembre 1867, est un navigateur français, gouverneur des établissements français d'Océanie de 1854 à 1858.

## Biographie

### Tours du monde
Sorti du collège naval d'Angoulême en 1822, il effectue de 1824 à 1826 un tour du monde à bord de la Thétis de Hyacinthe de Bougainville.
Lieutenant de vaisseau (1831) en Méditerranée, il embarque comme second de la Zélée qui accompagne l'Astrolabe dans le voyage autour du monde de Dumont d'Urville (1838-1840). Pendant cette expédition, il dirige le détachement armé qui intervient dans l'île de Pao aux Fidji pour venger l'assassinat du capitaine Bureau (1838) et, en janvier 1840, commande le canot débarquant les premiers Français en Terre Adélie.

### Océan Pacifique
Après l'expédition, il est nommé capitaine de corvette et commande l' Allier de la station navale du Pacifique puis l'Aube. En novembre 1841, Charles Lavaud le charge à Akaroa en Nouvelle-Zélande d'escorter Monseigneur Jean-Baptiste Pompallier à Wallis où Pierre Bataillon dirige une mission prospère. 
À Futuna en janvier 1842, il récolte les restes du Père Chanel, tué après avoir commencé à convertir la population au catholicisme, et signe un traité d'amitié avec le roi d'Uvea, Lavuela. Il séjourne ensuite à Tahiti du 4 mai au 5 juin 1842 où il rétablit les droits des missionnaires catholiques et tisse de bonnes relations avec la reine Pomaré.

### Guerre du Mexique
En 1845, il commande la Brillante en Californie lors de la guerre entre le Mexique et les États-Unis.

### Océanie et Nouvelle-Calédonie
Il est ensuite chargé de protéger les missions catholiques des Marquises, de Tahiti, des Tonga et des Samoa. 
En août 1847, il fait escale à Port-Vila dans les Nouvelles-Hébrides puis se porte au secours des missionnaires de Balade en Nouvelle-Calédonie le 8 août. Il les embarque les 11 et 12 août et décide d'une expédition punitive. Plusieurs maisons sont brulées le 20 août et les cultures dévastées. Les missionnaires sont transportés à Anatom. 
Du Bouzet est nommé commandant de la station navale du Pacifique en mars 1854 ainsi que gouverneur des établissements français d'Océanie. Il arrive en Nouvelle-Calédonie le 18 janvier 1855 mais, lors d'un voyage de reconnaissance autour de Grande Terre, son navire, L'Aventure se brise sur les récifs de l'île des Pins (nuit du 28-29 avril 1855). Il parvient à sauver son équipage et obtient ainsi d'être acquitté lors du conseil de guerre. Il souhaite établir un port puis un poste à l'île des Pins.
Si Port-de-France devait être remplacé, il propose d'installer un établissement français dans la baie de Morari, plus au sud.
Comme gouverneur, il fait acheter au chef Kuindo un vaste territoire ainsi que l'île Nou à un négociant britannique pour le développement de Nouméa et la ville commence doucement à s'établir sur les marais et les collines. Malgré tout, peu de colons sérieux viennent s'installer. Seuls des aventuriers, des chercheurs d'or ou des trafiquants peuplent la ville. L'île Nou s'avère peu sûre, et de nombreuses expéditions militaires y sont envoyées, jusqu'à la capture du chef de Hienghène en 1857 qui est exilé à Tahiti. 
Il recommande l'installation d'établissements français à Canala, Kouaoua, Morari et sur l'Île des Pins. L'Australie, connaissant la ruée vers l'or, et les prix s'envolant, il demande que la colonie française soit régulièrement fournie, et en quantité, en tabac et en biscuits, ne serait-ce que pour payer le travail des indigènes. Selon ses estimations, l'équivalent de l'actuelle Province Nord est habitée par environ 50 000 indigènes, et que chaque cocotier y a son possesseur. Il réfléchit à se passer si nécessaire des droits de propriété des kanaks.
En octobre 1858, du Bouzet abandonne sa fonction.

### Brésil
Nommé contre-amiral, il finit sa carrière comme commandant de la station du Brésil et de La Plata en 1863.

## Distinctions et hommage
- Chevalier (30 mai 1837), officier (10 décembre 1850), commandeur (12 août 1857) puis grand officier de la Légion d'honneur, 13 août 1864[3].
- Un timbre en son hommage a été émis en 2005[4].